# Curt von Stedingk

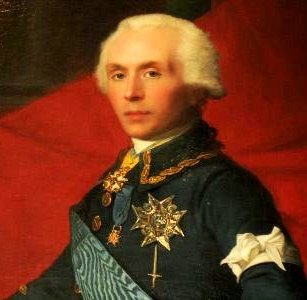
Curt von Stedingk

Curt von Stedingk, auch Bogislaw von Stedingk, (* 26. Oktober 1746 in Lentschow; † 7. Januar 1837 in Stockholm; vollständiger Name Curt Bogislaw Ludwig Christoph von Stedingk) war ein schwedischer Feldmarschall und Diplomat.

## Leben
Curt von Stedingk war ein Sohn von Christoph Adam von Stedingk (1715–1792), Major in preußischen Diensten und Lehnsbesitzer auf Lentschow in Schwedisch-Pommern, und der Christina Charlotte von Schwerin, einer Tochter des preußischen Generalfeldmarschalls Kurt Christoph von Schwerin. Sein jüngerer Bruder Victor von Stedingk wurde schwedischer Admiral.

### Militärische Karriere
Curt von Stedingk erhielt seine erste Bildung im Haus seines Vaters, schlug früh eine militärische Laufbahn ein und wurde 1759 mit dreizehn Jahren Fähnrich im Regiment des schwedischen Kronprinzen Gustav. Ab 1763 studierte er zwei Jahre an der Universität Uppsala. Anschließend unternahm er eine Reise ins Ausland und trat 1766 in französische Militärdienste. In der Rangliste des Régiment Royal-Suédois wird er ab dem 24. März 1784 als Kommandant geführt. Von König Gustav III., mit dem er regelmäßig korrespondierte, nach Schweden zurückgerufen und zum Kammerherrn ernannt, wurde er 1777 Korporal bei den Leibtrabanten. 1778 ging er erneut nach Frankreich.
Er wurde zum Oberst befördert und mit einem Geschwader unter Charles Henri d’Estaing zur Unterstützung der Amerikanischen Unabhängigkeitsbewegung nach Nordamerika beordert. 1779 zeichnete er sich bei der Eroberung der Insel Grenada aus. Beim Versuch der Erstürmung von Savannah (Georgia) führte er eine Kolonne und wurde am 9. Oktober 1779 verwundet. Der französische König Ludwig XVI. ernannte ihn 1779 zum Ritter des Militärverdienstordens und verfügte die Zahlung einer jährlichen Pension in Höhe von 6000 Livres, die er jedoch durch die Französische Revolution verlor. Für seine Verdienste im Amerikanischen Unabhängigkeitskrieg wurde ihm später der Cincinnatus-Orden verliehen. Das Tragen dieses Ordens wurde ihm jedoch vom schwedischen König verboten, der ihm stattdessen den Schwertorden verlieh. Am französischen Hof wurde er mit dem schwedischen Botschafter Gustav Philip Creutz bekannt, den er wiederholt bei offiziellen Anlässen unterstützte. Auch arbeitete er zeitweise als Notar in der schwedischen Botschaft. Mit Creutz, Axel von Fersen und Erik Magnus Staël von Holstein gehörte er einer kleinen Gruppe von Schweden an, die Zugang zu den innersten Hofkreisen Frankreichs hatten und häufig Gast von Marie-Antoinette in Versailles waren. 1783 kehrte er nach Schweden zurück, wo er zum Chef der karelischen Dragoner ernannt wurde. Im selben Jahr begleitete er König Gustav III. zu dessen Treffen mit der russischen Kaiserin Katharina II. nach Fredrikshamn. Anschließend ging er bis 1787 erneut nach Frankreich.
Ab 1788 nahm er am Russisch-Schwedischen Krieg teil Er kommandierte zuerst einen Verband in der Savoer Brigade unter Oberst Berndt Johan Hastfer, die im Juli und August vergeblich Savonlinna (Nyslott) belagerte. Nach der Schlacht bei Hogland und der Bildung des Anjalabundes kamen die schwedischen Operationen zum Erliegen. Stedingk, der sich nicht dem Anjalabund angeschlossen hatten, wurde vom König mit der Festnahme Hastfers beauftragt. Später übernahm er das Kommando über die Savoer Brigade. Seine Streitkräfte wehrten im Juni 1789 zwei Angriffe zahlenmäßig stärkerer russischer Truppen auf Porrassalmi ab, mussten schließlich aber das südliche Savo aufgeben und sich nach Joroinen zurückziehen. Am 21. Juli 1789 führte er die Gegenoffensive bei Parkumäki und ging anschließend über die russische Grenze bis in die Nähe von Savonlinna. Gustav III. kamen diese Erfolge sehr gelegen um das Bild des unpopulären Krieges aufzuwerten. Der König verlieh Stedingk das Großkreuz des Schwertordens ernannte ihn zum Generalmajor. Bei seiner eigenen Truppe war Stedingk jedoch nicht so beliebt. Insbesondere die finnischen Offiziere beschwerten sich über mangelnde Anerkennung ihres Einsatzes. Für sie stand Stedingk zu offen auf der Seite des Königs.

### Botschafter in Russland
Nach dem Frieden von Värälä 1790 wurde Curt von Stedingk als Botschafter nach Sankt Petersburg entsandt. 1792 wurde er zum Generalleutnant befördert und 1794 mit dem Seraphinenorden ausgezeichnet. Mit dem Titel eines Herrn des Reiches (En av rikets herrar) wurde er 1796 geehrt, als einziger ohne zuvor ins Ritterhaus aufgenommen zu sein. 1797 wurde er in den schwedischen Adel naturalisiert und 1800 in den Freiherrnstand erhoben. Er stand in der besonderen Gunst der Kaiserin Katharina II. und ihres Nachfolgers Kaiser Paul I., der ihn im Jahre 1801 zum Ritter des Andreas-Ordens, des Alexander-Newski-Ordens und des Ordens der Heiligen Anna 1. Klasse ernannte.
Der Frieden von Tilsit 1807 brachte durch das Bündnis zwischen Napoleon und Alexander I. eine neue Bedrohung für Schweden. Stedingk warnte mehrmals vor den Folgen der antinapoleonischen Politik des Königs Gustav IV. Adolf, wofür ihm später eine schwankende Haltung vorgeworfen wurde. Tatsächlich wurde Stedingk, der es anscheinend versäumte eigene Informationen zu beschaffen, von der russischen Seite getäuscht, während der König nicht an einen russischen Angriff glauben wollte. 1808 kehrt Stedingk nach Ausbruch des Russisch Schwedischen Krieges nach Schweden zurück. Er war 1809 Chefunterhändler bei den Friedensverhandlungen von Fredrikshamn, bei denen die schwedische Position sehr schwach war und die zur Abtretung Finnlands und weiterer Territorien führten. Nach dem Friedensschluss wurde er durch Karl XIII. in den Grafenstand erhoben und ging wieder als Botschafter nach Sankt Petersburg, das er nach seiner Ernennung zum Feldmarschall 1811 wieder verließ.

### Befreiungskriege
1813 begleitete er den schwedischen Kronprinzen Karl Johann nach Trachenberg in Schlesien zum Treffen mit dem preußischen König Friedrich Wilhelm III. und dem russischen Kaiser Alexander I. zur Planung der Kampagne gegen Napoleon. Im selben Jahr führte er unter Karl Johann die schwedischen Truppen der Nordarmee und nahm mit ihnen an den Schlachten bei Dennewitz, Großbeeren und Leipzig teil. Ende 1813 marschierte er mit der Nordarmee in Holstein ein, von wo Johann Karl Dänemark im folgenden Jahr zur Kapitulation und zur Abtretung Norwegens an Schweden zwang. Stedingk unterzeichnete 1814 als ein Repräsentant der schwedischen Regierung den Friedensvertrag von Paris. Der preußische König verlieh ihm den Roten und den Schwarzen Adlerorden.
1818 wurde Stedingk zum Kanzler der schwedischen Kriegsakademie auf Schloss Karlberg ernannt. Als außerordentlicher Botschafter wohnte er 1826 der Krönung von Nikolaus I. in Moskau bei. Hier wurde er bei einem kaiserlichen Bankett als einziger Botschafter mit einem Sitz am Tisch der kaiserlichen Familie geehrt, wobei er nicht sein Land repräsentierte, sondern ausdrücklich als Freund der Familie Romanow bezeichnet wurde.
1837 starb er nach mehrwöchiger Krankheit in Stockholm. Er wurde in der Kirche von Björnlunda beigesetzt.
Sein Schwiegersohn Magnus Björnstjerna gab 1844 bis 1846 in drei Bänden die „Mémoires posthumes du feld-maréchal comte de Stedingk“ heraus. Diese enthalten eine Auswahl aus den Depeschen Stedingks.

## Besitz und Familie

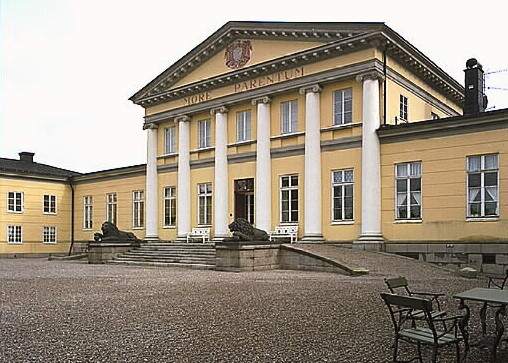
Gutshaus Elghammar

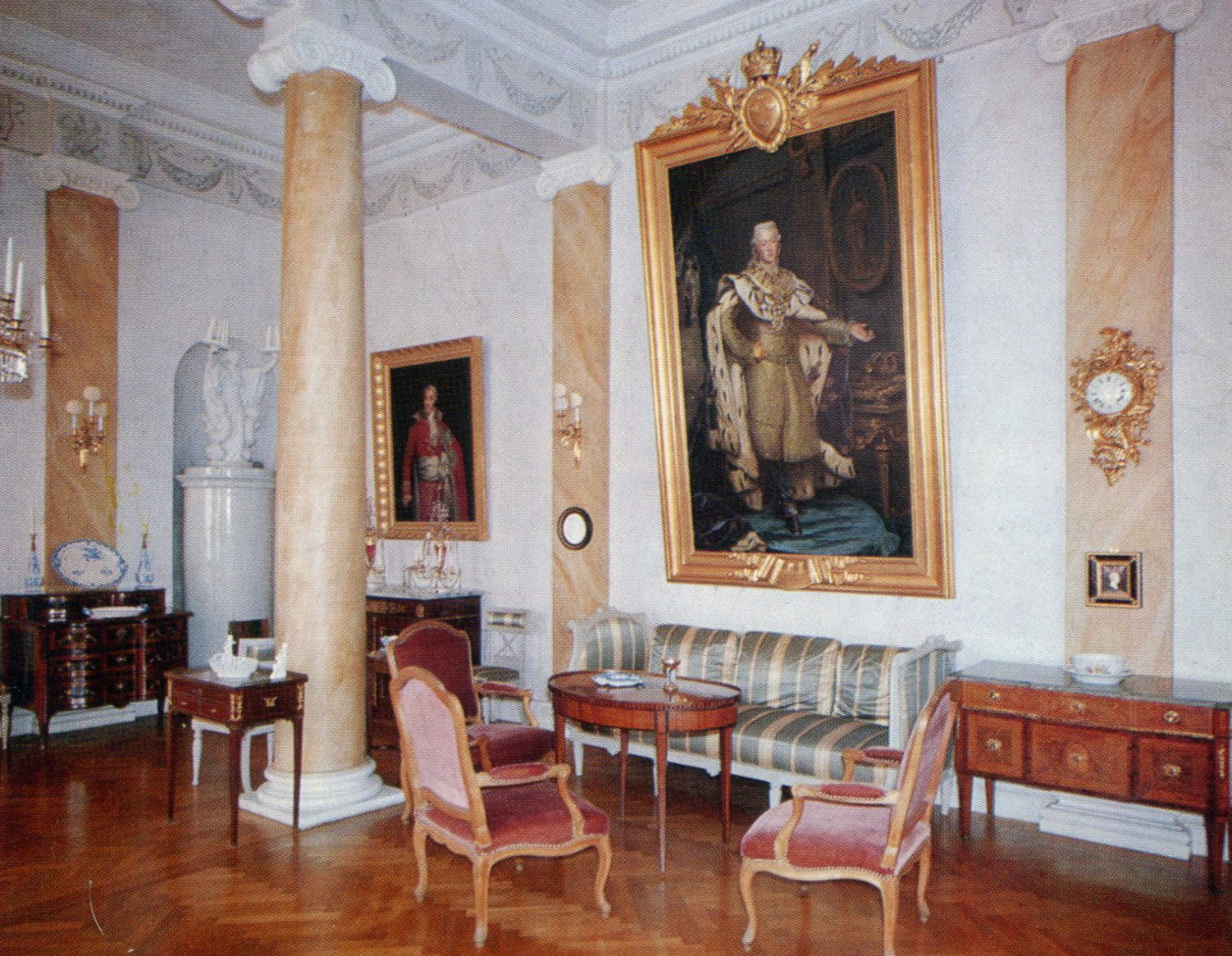
Elghammar, Saal

Curt von Stedingk behielt, nachdem er sich mit seinem Bruder geeinigt hatte, das Erb- und Lehngut Lentschow in Vorpommern. In Schweden erwarb er 1807 Elghammar in Björnlunda socken in Södermanland, wo er zwischen 1814 und 1821 ein Herrenhaus errichten ließ.
1804 heiratete er nach Aufforderung und offizieller Genehmigung durch Gustav IV. Adolf die Bürgerliche Ulrica Frederica Ekström (* 1767; † 22. April 1831 in Stockholm). Sie war seine Haushälterin in St. Petersburg und hatte mit ihm bereits vier uneheliche Töchter und einen Sohn, den späteren General Ludwig Ernst von Stedingk (1794–1875). Eine weitere Tochter wurde 1805 geboren.
Nach dem Tod Ludwig Ernsts erbte seine Tochter Therese (* 1837 † 1901) das Gut Elghammar; sie war verheiratet mit dem Herzog Gustave Armand Fouché d’Otrante (* 1840 † 1910), wodurch der Besitz bis heute an die Familie Fouché d’Otrante kam.